# Microcèbe de Mme Berthe
Microcebus berthae
Pour les articles homonymes, voir Berthe.
Espèce
Statut de conservation UICN

 CR  : 
En danger critique
Statut CITES
Le Microcèbe de Mme Berthe (Microcebus berthae) est un lémurien de la famille des Cheirogaleidae. C'est la plus petite des espèces de lémuriens et la plus petite des espèces de primates au monde.
Ce lémurien doit son nom à la conservationniste et primatologue Berthe Rakotosamimanana, secrétaire générale du Groupe d'étude et de recherche sur les primates de Madagascar (GERP) depuis sa création jusqu'à sa mort en 2005.

## Description
La longueur moyenne de son corps est de 9,2 cm et son poids, variable suivant les saisons, se situe aux environs de 30,6 g.
Il a un pelage dorsal court, dense et bicolore : cannelle et ocre jaune avec une rayure médiodorsale fauve. Le ventre est couleur chamois tandis que les flancs sont un mélange de chamois pâle et de gris. Le duvet dorsal et ventral est gris foncé. La queue de cette espèce a des poils courts et fauve. Le sommet de la tête et les oreilles sont fauves. Les yeux sont cerclés d'une bande étroite et foncée. L'intervalle entre les yeux est couleur cannelle. Les mains et les pieds sont beige.

## Répartition et habitat

Répartition géographique

On le trouve dans l'Aire Protégée de Menabe Antimena dans l'Ouest de Madagascar gérée par l'Association FANAMBY, Madagascar National Parks (Réserve spéciale Andranomena), Durrell et CENFEREF .
Il vit dans la forêt tropicale sèche décidue.

## Menaces et conservation
Cette espèce est incluse depuis 2012 dans la liste des 25 espèces de primates les plus menacées au monde.

## Publication originale
- Rasoloarison, Goodman & Ganzhorn 2000 : Taxonomic revision of mouse lemurs (Microcebus) in the western portions of Madagascar. International Journal of Primatology, vol. 21, n. 6, p. 963-1019.